# Skenderovići
Skenderovići su naselje u općini Srebrenica, Republika Srpska, BiH.

## Stanovništvo
Prema nacionalnom sastavu stanovništva 1991. godine, svih 249 stanovnika bili su Bošnjaci.